# Maria Antonietta Farina Coscioni
Maria Antonietta Farina, Coscioni (Vetralla, 5 dicembre 1969), è una politica italiana.

## Biografia

### Vita privata
Ha studiato economia aziendale alla Facoltà di Economia dell'Università della Tuscia di Viterbo, dove conosce il docente universitario a contratto in politica economica Luca Coscioni, che sposerà nel 1999. Nel 1995 Coscioni è colpito dalla sclerosi laterale amiotrofica, che lo porta ad una disabilità motoria molto grave.

### Vita politica
Nel 2002 Luca Coscioni fonda l'Associazione Luca Coscioni, organizzazione in cui Maria Antonietta Farina (che è inoltre uno dei soci fondatori) sarà sempre al suo fianco, impegnandosi nella campagna referendaria sulla procreazione medicalmente assistita, volta a consentire la ricerca anche sulle cellule staminali embrionali, e non solo su quelle adulte, campagna avversata da ambienti cattolici.
È stata candidata alle elezioni politiche del 9 e 10 aprile 2006 nelle liste della Rosa nel Pugno, ma non viene eletta. Nello stesso periodo, il Congresso straordinario dell'Associazione la elegge Co-presidente insieme ai professor Gilberto Corbellini, Piergiorgio Strata e al malato di distrofia muscolare Piero Welby. Nel novembre del 2006 diventa presidente di Radicali Italiani del quale è membro nel comitato nazionale per diversi anni, così come relatrice di incontri politici e scientifici.
Dal luglio 2006 all'aprile 2008 collabora con il Gruppo Parlamentare Socialisti e Radicali-RNP della Camera dei deputati ed è membro della Commissione ministeriale sulla SLA istituita dal Ministro della Salute Livia Turco. È stata eletta alla Camera dei deputati nelle elezioni politiche del 2008, nella circoscrizione del Friuli-Venezia Giulia nella delegazione Radicale nel Partito Democratico, diventa segretario della XII Commissione - Affari Sociali. Nelle elezioni del 2013 si è ricandidata nella Lista Amnistia Giustizia Libertà, senza essere eletta in quanto la lista non raggiungerà la soglia di sbarramento prevista dalla legge elettorale. 
Al congresso del 2011 viene eletta Presidente onorario dell'Associazione Luca Coscioni, occupando il posto che fu di José Saramago. Nel marzo 2015 ha deciso di lasciare l'Associazione Luca Coscioni che aveva fondato e creando una nuova organizzazione intitolata a Luca Coscioni, l'Istituto Luca Coscioni.

## Battaglie politiche

### Sciopero della fame accanto ai malati di SLA
Il 4 novembre 2009 tre malati di sclerosi laterale amiotrofica Salvatore Usala, Giorgio Pinna e Mauro Serra, tutti residenti in Sardegna, decidono d'intraprendere uno sciopero della fame per protestare contro il disinteresse del viceministro della salute Ferruccio Fazio e del Governo Berlusconi verso le loro richieste d'assistenza a favore dei malati terminali e malati neurogenerativi.
Il 7 novembre 2009 Maria Antonietta Farina Coscioni decide d'unirsi al loro sciopero della fame in solidarietà con i malati di sclerosi laterale amiotrofica, dichiarando:
È sconcertante – e costituisce motivo di vergogna – che in un paese che il presidente del Consiglio vanta essere la sesta potenza mondiale – ci siano trattamenti da terzo mondo per i malati di Sla»
(Comunicato su LucaCoscioni.it)
Allo sciopero della fame si sono unite, nel corso della protesta nel novembre 2009, circa 300 persone, tra cui anche l'europarlamentare Niccolò Rinaldi dell'Italia dei Valori. Successivamente altri parlamentari si sono uniti allo sciopero della fame: Maurizio Turco (deputato Radicali Italiani - PD), Maria Leddi (senatrice PD), Mario Pepe (deputato PdL) e Domenico Scilipoti (deputato Italia dei Valori).

## Opere
È autrice del libro Matti in Libertà - L'inganno della legge Basaglia, edito da Editori Riuniti, 2011, ISBN 9788869331657. Ha collaborato alla realizzazione del libro Il maratoneta, storia di una battaglia di libertà e del film-documentario Io Luca Coscioni.